# Lángra lobbant szerelem
A Lángra lobbant szerelem (eredeti cím: Wilder Napalm) 1993-as amerikai dark fantasy romantikus filmvígjáték Glenn Gordon Caron rendezésében, Vince Gilligan forgatókönyvével, Dennis Quaid, Arliss Howard és Debra Winger főszereplésével. A film 1993. augusztus 20-án jelent meg.
Két testvérnek titkos képessége van arra, hogy az elméjükkel tüzet gyújtsanak. Sokéves távollét után újra találkoznak, de az eltérő életmódjuk miatt konfliktusuk kiújul.

## Cselekmény
Wallace és Wilder Foudroyant testvérek és pirokinetikusok, azaz csupán rágondolással képesek tüzet gyújtani. Egy gyermekkori tragédia óta, amikor véletlenül megöltek egy hajléktalant, aki egy barátjuk „titkos klubhelyiségében” aludt, titokban tartják tűzgyújtó képességüket. 
Sok év telt el, felnőttek és elhidegültek egymástól, Wallace (aki „Biff, a bohóc” szerepében lép fel egy vándor karneválon, de már elege van a szerepből) a David Letterman Show-ban akarja a nagy nyilvánosság előtt megmutatni a tehetségét. Wilder egy hanyatló ágban lévő bevásárlóközpontban egy Kwik Foto bódéban végez egyhangú munkát, és önkéntes tűzoltó.
Amikor Wallace Wilder floridai szülővárosába hozza a karnevált, a testvérek között újból kirobban a feszültség Wilder túl szexi felesége, Vida miatt, akire  Wallace szemet vet. Wallace egy évig házi őrizetben volt véletlen gyújtogatás miatt. Vida lelép Wallace-szal. Egy minigolfpályán csókolóznak, majd szenvedélyük valódi lángokba csap át.
Hazatérve, miután ő és a többi tűzoltó eloltotta a lángokat a golfpályán, Wilder felfedezi Vidát és Wallyt, amint éppen szeretkeznek a ház lakókocsijának tetején. Wally és Wilder összevesznek, és Wally felgyújtja a lakókocsijukat. Mindhárman börtönbe kerülnek, de Wally és Vida óvadékát Wally barátja és karneváli társa, Rex fizeti ki. 
A mélypontra kerülő Wilder visszamegy a Kwik Fotóba (a karnevál által körülvéve), míg Vida a tűzoltóságon marad. Wally ráveszi, hogy harcoljon Vidáért, és a csúcspontot jelentő harcukban a fél karneváli kellékeket felgyújtják.
A végkifejletben Vida és Wilder (az utóbbi most már Vida házi őrizetben lévő bokamonitorát viseli) nézi Wallace-t, amint Dr. Napalmként sikeres Letterman-újrafelvételen vesz részt.

## Szereplők
| Szerep                    | Színész              | Magyar hang    |
| ------------------------- | -------------------- | -------------- |
| Wallace Foudroyant        | Dennis Quaid         | Dörner György  |
| Vida Foudroyant           | Debra Winger         | Kovács Nóra    |
| Wilder Foudroyant         | Arliss Howard        | Mácsai Pál     |
| Tűzoltóparancsnok         | M. Emmet Walsh       | Makay Sándor   |
| Rex                       | Jim Varney           | Varga Tamás    |
| Arnold, énekes tűzoltó    | Charles Gideon Davis | N/A            |
| Matt, énekes tűzoltó      | John Hostetter       | N/A            |
| Bod, énekes tűzoltó       | Jonathan Rubin       | N/A            |
| Moe, énekes tűzoltó       | Harvey Shield        | N/A            |
| Narrátor (hangja)         | Allyce Beasley       | N/A            |
| fiatal Wallace Foudroyant | Lance Lee Baxley     | Szalay Csongor |

## Filmkészítés
Vince Gilligan nem sokkal az egyetem elvégzése után megnyert egy forgatókönyvíró versenyt, és Mark Johnson producer segített neki ügynököt találni és forgatókönyveket eladni Hollywoodnak. A Lángra lobbant szerelem volt az egyike annak a két forgatókönyvnek az Ennivaló a csaj mellett, amelyből film lett karrierjének ezen szakaszában.

## Bevétel
A Box Office Mojo szerint a hazai jegybevétel 84 859 dollár volt.

## Fordítás
- Ez a szócikk részben vagy egészben  a   Wilder Napalm című angol Wikipédia-szócikk fordításán alapul.  Az eredeti cikk szerkesztőit annak laptörténete sorolja fel. Ez a jelzés csupán a megfogalmazás eredetét és a szerzői jogokat jelzi, nem szolgál a cikkben szereplő információk forrásmegjelöléseként.